# 想见你 (柚子单曲)
《想见你》是日本二人组合柚子（ゆず）的第27张单曲。2009年4月22日由其所属公司Senha&Company发售。